# Tony Stonem
Anthony "Tony" Stonem é um personagem fictício da série de televisão britânica Skins. Interpretado por Nicholas Hoult, o personagem foi criado por Bryan Elsley, Tony foi o personagem central da série em sua primeira e segunda temporada, de 2007 a 2008. Na primeira temporada, o personagem é considerado um anti-herói e, em alguns aspectos, suas ações são muito antagônicas devido as suas tendências sociopatas. No entanto, isso muda na segunda temporada depois que ele se torna vítima de um hematoma subdural e, como resultado, torna-se mais vulnerável. Hoult, junto com os outros atores que estrelaram as duas primeiras temporadas, saíram da série depois de sua segunda temporada. O personagem foi, posteriormente, em alusão a episódios da terceira e quarta temporada, que foi centrada em torno da irmã de Tony, Effy, interpretada por Kaya Scodelario. Na adaptação norte-americana de 2011 da série, Tony é interpretado pelo ator James Newman, e o sobrenome do personagem foi alterado para Snyder.

## Caracterização

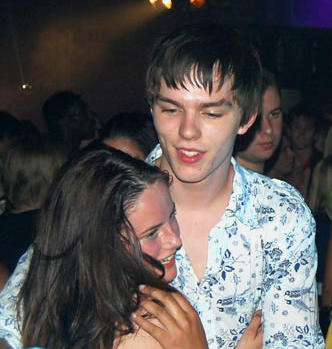
Hoult com Kaya Scodelario na festa de Skins em 2007.

Tony a primeira vista é um jovem muito bonito, popular e academicamente talentoso, com um Inglês fundo típico de classe média. Ele joga jogos cruéis com sua família e amigos, em especial, aqueles mais próximos a ele, sua namorada Michelle (April Pearson) e seu melhor amigo Sid (Mike Bailey). Em "Sid", ele mostra o seu amor por "controle e manipulação" e carinho pela imprevisibilidade do universo, comparando a vida das pessoas ao redor dele com as funções de partículas subatômicas. No Unseen Skins no episódio "The Cat & The Duck", Michelle caracteriza Tony como o gelo, "frio e transparente".
Os encontros sexuais de Tony são supostamente vasto. Em "Michelle", Jal Fazer (Larissa Wilson) é capaz de lembrar de uma longa lista de suas conquistas. Michelle mais tarde fala a Abigail Stock (Georgina Moffat) que ele "transa com qualquer um... incluindo garotos." Em "Maxxie & Anwar", Tony tenta uma escapadela oral com seu amigo gay Maxxie Oliver (Mitch Hewer). Tony não especifica sua orientação sexual, mas ele diz para Maxxie que ele simplesmente quer "experimentar algo novo". Em uma aula de psicologia, ele compara o sexo com poder e seu desejo de ambos é retratado em sua apresentação. Um aspecto de seu subconsciente (retratado como um diretor de faculdade) refere-se a ele como "polysexual" no episódio da segunda temporada, "Tony". Bryan Elsley caracteriza a tentativa de Tony para seduzir Maxxie como uma exploração de fluidez sexual do personagem; na primeira temporada da adaptação americana, o personagem de Maxxie é substituído por Tea (Sofia Black D'Elia), e sua fluidez sexual é substituído por Tony. Na série britânica, Tony se encaixa na televisão e no cinema arquétipo mais antigo do "narcisista, controle e estereotipado sociopata mau bissexual".
Os hábitos de leitura de Tony demonstram um pouco de sua personalidade. Em "Tony", o livro que ele lê no banheiro é  La Nausée por Jean-Paul Sartre, um romance sobre existencialismo e auto-definição. Em "Sid", ele aparece lendo Assim falou Zaratustra de Friedrich Nietzsche, um livro que desafia os valores morais existentes. Em "Maxxie e Anwar", ele lê Oranges Are Not the Only Fruit de Jeanette Winterson , um livro sobre uma jovem lutando com sua homossexualidade. No episódio "Tony" da segunda teporada, ele é visto lendo Atlas Shrugged de Ayn Rand, sentado no trem.

## História

### 1ª temporada
No episódio "Tony", ele tenta ajudar seu melhor amigo Sid a perder a virgindade antes de completar 17 anos com medo de ser associado a um perdedor. Após momentaneamente sugerir que Sid pode perdê-la com Michelle, mais tarde ele revela que ele estava se referindo a Cassie (Hannah Murray). Ele ordena Sid a adquirir um pouco de erva de um traficante de drogas local, Madison Twatter, e eventualmente acaba dirigindo um carro roubado com seus amigos para o porto, onde as drogas são perdidas.
Tony também começa uma relação de flerte com uma garota rica local Abigail, que se desenvolve em "Jal", quando ele é visto a beijando por Jal, e mais tarde em "Sid", onde ele usa isso para terminar com Michelle, alegando que ele está fazendo isso pelo Sid, para dar-lhe uma oportunidade para prosseguir a sua paixão, apenas para voltar com ela em uma tentativa de machucar emocionalmente Sid e Michelle. Em "Maxxie e Anwar", em uma viagem escolar para Rússia ele agressivamente e persistentemente tenta fazer sexo oral em seu amigo gay Maxxie. Michelle ver tudo e fica chocada, e acreditando que ele poderia estar no armário.
Em "Michelle", o episódio começa com Michelle vê-lo como ele continua a comportar-se animadamente em torno de Maxxie. Enfurecida, Michelle vai até ele com socos e, posteriormente, termina com ele depois que ele deixa de contar a ela sobre seu encontro com Maxxie. Depois Michelle começa um relacionamento com o irmão de Abigail, Josh, Tony então esquema alga para recuperá-la. Ele tira fotos sexuais de Abigail, e depois as envia para o telefone de Josh, de onde envia para Michelle, a fim de fazê-la pensar que ele é tão louco quanto a irmã. Tony tenta uma reconciliação, mas ela ainda não o quer de volta.
Em "Effy", Tony chega a um acordo com a natureza destrutiva de suas maquinações, quando é confrontado em uma perseguição para encontrar sua irmã, Effy Stonem e é dada uma proposição terrível: ele deve ter relações sexuais com sua irmã inconsciente se ele a quer de volta de seus captores. Isso o deixa às lágrimas, o suficiente para Josh dizer-lhe que a lição foi aprendida e deixá-lo ir. Sua amizade com Sid é reafirmada quando Sid é o único lá para ele em sua crise.
Mais tarde, no no final da temporada, Tony paga sua dívida com Sid, removendo-o de uma instituição mental e ajudando Sid a encontrar Cassie. Depois de deixar Sid na festa de Anwar (Dev Patel), ele tenta ligar para Michelle, mas perde seu sinal, andando a pé no meio da estrada para obter o sinal de volta. Ele confessa a Michelle que ele realmente a ama, mas é interrompido quando ele é atropelado por um ônibus. Michelle fica olhando para seu telefone, Effy mantém o corpo de Tony sangrando em estado de choque, e o episódio termina com o estado de Tony incerto.

### The Lost Weeks
É revelado em um vídeo de Sid em "Lost Weeks" que Tony ficou em coma após o acidente. Isto é seguido pelo vídeo de Tony, em que ele acorda do coma ao ouvir uma fita com a quadrilha contando histórias rudes e chocantes para tentar chocá-lo na consciência.

### 2ª temporada
Em "Tony e Maxxie", o primeiro episódio da segunda temprada, Tony mostra-se física e mentalmente alterado por seu acidente, depois de sofrer um hematoma subdural. Ele mostrou ter perdido a maior parte de seu humor característico e confiança que estavam presentes na primeira temporada. Em uma conversa com a mãe de Maxxie, ele afirma que "eu sou idiota agora" e em um ônibus, ele segura a mão de Maxxie para a sua segurança depois que outro ônibus passa ao lado. Depois de ter perdido a capacidade de escrever, entre outras deficiências, ele finalmente consegue rabiscar o seu nome por "dançar" o seu caminho, com a orientação de Maxxie. Em "Sketch", Tony começa a mostrar sinais visíveis de sua afeição anterior por Michelle, mas as conseqüências de seu acidente mantem a relação difícil. Seu breve encontro sexual com Michelle revela a Tony que ele está impotente como resultado do acidente. Mais tarde - ele procura ativamente por ela depois do jogo da escola quando Michelle não aparece como resultado do envenenamento que Sketch (Aimee-Ffion Edwards), a provoca. Ele diz a Michelle que ele acha que ele disse a ela que a amava a noite de seu acidente, no entanto, a conclusão é deixada em uma nota um pouco ambígua sobre se ou não ele estava adivinhando.
Em "Sid", Tony é visto que teve melhoras, porém sua linguagem tende a ficar confusa. No final do episódio aprende com sucesso como segurar um cigarro. Ele ajuda Sid a chegar a um acordo com a morte de seu pai, mesmo fechando suas pálpebras. Os dois se abraçam emocionalmente em um clube que simboliza a amizade quebrada e a dor dos dois por tanto sofrimento. Em "Michelle", Michelle persevera com Tony e tenta seduzi-lo, apesar dos protestos da Sra. Stonem, a mãe de Tony. No entanto as tentativas de Michelle falham com Tony ainda mostrando dificuldade sexual visível, Michelle fica chateada que Tony ainda não está "melhor para ela". Tony decide não acompanhar o resto do grupo no feriado de aniversário de Michelle, mas ainda lhe dá um presente. Depois que Michelle teve relações sexuais com Sid na praia ela acha o presente de aniversário é o relógio que ele usava no momento do acidente, com uma nota de Tony dizendo: 'Você disse que precisava de um tempo'. Em "Chris", Tony começa a aprender a nadar novamente. Ele é visto na piscina com seu pai com o grupo de natação de um novato. Ele fala para Chris (Joe Dempsie) depois proclamando que ele vai 'ter tudo de volta outra vez' e que está incluindo Michelle nisso. Ele mostra desgosto visível e raiva quando descobre que Sid e Michelle se tornaram um casal.
Em "Tony", Tony é aparece tentando voltar para o seu próprio estilo de vida, que se traduz em ir a clubes e consumo de drogas. Depois que Cassie dá uma pílula de ecstasy a Tony, Tony enfrenta Sid e Michelle (que agora estão em um relacionamento sexual) expressando seu sarcasmo com o quão feliz ele esta por eles. Logo após isso - ele começa a reagir mal pelas drogas e tem um ataque de pânico nos banheiros. Uma menina misteriosa se aproxima dele e revela detalhes sobre a vida de Tony, apesar dela ser uma estranha. Na viagem de comboio até uma universidade aberta ao dia - Tony é abordado por um homem que tem queimaduras horríveis visíveis. O homem diz a Tony a história de como ele veio a ficar desfigurado. Mais tarde, Tony passa um dia na Universidade onde ele está na entrevista de grupo com o mesmo (agora incólume) homem que conheceu no trem. A garota misteriosa também está na reunião. Depois de ser expulso da entrevista, Tony e a garota fazem em muitas faltas durante todo o curso do dia. Lentamente se torna evidente para o espectador que a menina pode ser uma invenção da imaginação de Tony - por exemplo, quando a garota incentiva (e com sucesso ensina) Tony como nadar, ele se encontra sozinho na piscina. No entanto, quando interrogado sobre por que ele estava na piscina, Tony tenta explicar sobre a garota, ele é instruído a "não ir com ela". Mais tarde, Tony encontra dois flatmates promíscuos com a garota, que deu a ela uma tatuagem. Mais tarde, Tony transa com a garota, e Tony recupera sua libido sexual. No final do episódio, Tony mostra ter recuperado a maioria de sua inteligência e confiança. Em seguida, ele vai dizer a Sid e Michelle que ama os dois e anuncia a sua desaprovação de seu relacionamento sexual. Em suas cenas finais, a tatuagem que a garota tinha feito nas costas aparece em Tony, a implicação é que a garota tinha sido uma criação do subconsciente de Tony.
Como a série progride, Tony finalmente consegue se reconciliar com Michelle e retoma seu relacionamento com ela. No episódio final, "Everyone", Tony recebe notas melhores do que todos os seus amigos em A-Levels; 3 A e um B. Ele também ajuda Sid a roubar o caixão de Chris e depois devolvê-lo. Tony tem a intenção de ir para a Universidade de Cardiff, enquanto Michelle tem a intenção de ir para a Universidade de Iorque. Tony também vê Sid, que está indo encontrar Cassie em Nova York. Como Sid deixa, Tony não consegue segurar as lágrimas. No final do episódio, Tony e Michelle discutem sua relação e se ou não eles vão continuar seu relacionamento em universidades diferentes ou irão dizer adeus para sempre, isso permanece ambíguo para o público. No entanto, eles partem em boas condições.

### 3ª temporada
No início da terceira temporada, Effy mudou-se para o quarto de Tony e deu o seu edredom para Oxfam. Katie também menciona Tony e sua popularidade em uma de suas primeiras conversas com Effy dizendo "Você não tem um irmão que foi muito legal, meus amigos gostava dele". No episódio de Effy, ela está no telefone tentando conseguir uma ambulância para o bosque, e especula-se que era com Tony que ela estava falando. No diário em vídeo de Effy (que tem lugar após os acontecimentos de seu episódio), Effy pede a Tony para ajudar, também pedindo-lhe para não gritar com ela de novo. Ela também pede a ele para não "fazer nada" para Cook, sugerindo que Tony fez ameaças.

### 4ª temporada
Na quarta temporada, a foto de Tony é uma das fotos presentes na parede de Effy, mostrada para ser conectada a imagem de Freddie junto com os outros membros da família de Effy. Em "Effy", onde Effy está recebendo tratamento em um hospital psiquiátrico, o incidente em que Tony foi atropelado é mostrado para ter profundamente em seu estado mental.

### 7ª temporada
Um dos escritores de Skins sugeriu que antes de Skins: Fire, Effy mudou-se para Londres para viver com Tony, e viveram juntos por um tempo antes de Tony se mudar, e Effy acabou morando com Naomi!!

## Análise
Russell T Davies opina que Tony pertence ao mesmo arquétipo de personagem como Stuart Alan Jones, em Queer as Folk em ser um personagem desagradável com quem o público não consegue se conectar, "porque não há quase nenhum reconhecimento. Tony é inacreditável". Ao contrário do personagem de Davies, a narrativa empuxo de Tony é um para ser trazido para baixo, para sofrer e para mostrar ao público que o comportamento de Tony está errado; para fazer isso, "Eles tiveram que cortar-lo no final para fazer-nos saber!".

## Lígações externas
- Tony Stonem no site oficial de Skins
- Tony Stonem. no IMDb.
- Tony Sternem no Myspace